# 傷寒雜病論長沙古本
《傷寒雜病論長沙古本》，亦稱《湘古本》，與《桂林古本》及《涪陵古本》（亦稱《四川古本》）並為東漢張仲景所著《傷寒雜病論》在近代發現古本之一。湖南瀏陽劉世禎(劉昆湘)得自於江西張姓老人（張隱君）處，民國之前未見，因此書來源近於傳奇，一些人認為是偽託之作。

## 歷史
劉世禎自序中說明他在民國初年得到此書的經過，云：
|  | 先母之喪，以求葬地，漫遊江西，於山谷中遇一人曰張老，皓髯而丹顏，逌然類有道者，即與傾談，遂及醫術。質以平生疑滯，應口疏通，余大駭服。張老亦深喜余精審善問，且曰：「吾樂山林，不與人接久矣。家有古本《傷寒雜病論》，與世所傳異，長沙舊文也。目前無可授者，今以授君，與君邂逅，亦前緣也。」余謹受而讀之，乃知今本訛脫錯亂，注者紛紛數十家，而其理愈晦，亦何怪其然哉？ |

爾後與宗族之友劉瑞瀜(仲邁)共讀此書十餘年。
1932年，劉瑞瀜將古該校刊石印公世，又稱「長沙石印本」。1933年，周岐隱據此書撰《傷寒汲古》，書中比較長沙古本與通行本——宋本《傷寒論》的差異。
自甲子年（1924年）起，劉世楨嘗試為書作注；惟力有未逮，囑劉仲邁繼之，至甲戌年（1934年）方演繹成《傷寒雜病論義疏》一書，凡16卷，書中載有《湘古本》原文。
1948年，黃竹齋據《桂林古本》，參照《宋本》、《長沙古本》、《涪古本》，訂定傷寒論條文，撰成《傷寒雜病論會通》。

## 特色
《長沙古本》雖亦十六卷，但篇章編排類似於通行本《傷寒論》，僅至「辨發汗吐下後病脈證並治」篇即告完結。未見雜病章節。
此外卷三未如《桂林古本》提及「六氣主客」與「雜病例」，僅只「傷寒例」。而卷四「疫論」論及溫疫、寒疫與溫寒雜合之疫，並列白虎宣穢湯、大逐疫湯、溫裏解鬱湯、通瘀蕩穢湯、小逐疫湯、柴胡分消湯等方劑，則與《桂林古本》相異；惟「疫論」所列之方，其部分組成藥味不似東漢時期仲景方劑常選藥材，例如：檳榔、木香等。